# Billy Preston (basket-ball)
Pour les articles homonymes, voir Billy Preston.
Billy Preston, né le 26 octobre 1997, à Santa Ana, en Californie, est un joueur américain de basket-ball. Il évolue au poste d'ailier fort.

## Biographie
Le 7 juillet 2018, il signe un contrat two-way avec les Cavaliers de Cleveland pour la saison à venir.
Le 2 décembre 2018, après n'avoir joué que 10 rencontres en G League avec le Charge de Canton et sans être apparu une seule fois avec les Cavaliers de Cleveland, il est licencié par ces derniers.

## Palmarès
- McDonald's All-American 2017
- Coupe de Bosnie-Herzégovine 2018